# Onchocerca volvulus
Onchocerca volvulus (vlasovec kožní) je vektorem přenášená filaroidní hlístice parazitující v pojivové tkáni u lidí a primátů. Onemocnění člověka způsobené druhem O. volvulus se nazývá onchocerkóza nebo také říční slepota. Vyskytuje se pouze v tropických oblastech, zejména v Africe a Střední a Jižní Americe. Jediným mezihostitelem a zároveň vektorem je muchnička a definitivním hostitelem člověk.

## Výskyt
Onemocnění způsobené hlísticí rodu Onchocerca se vyskytuje především v tropických oblastech, nejvíce v subsaharské Africe, kde jsou nakaženi lidé až ze 31 států. Nejvíce postižené z nich jsou státy: Angola, Čad, Demokratická republika Kongo, Etiopie, Kamerun, Kongo, Malawi, Nigérie, Středoafrická republika, Súdán a Uganda.
Další poměrně dosti zasaženou oblastí je část Latinské Ameriky, konkrétně Brazílie, Kolumbie, Ekvádor, Guatemala, Mexiko a Venezuela. Byl zaznamenán výskyt i na Arabském poloostrově a v Jemenu. Podle světové zdravotnické organizace je v dnešní době na světě nakaženo onchocerkózou přibližně 18 milionů lidí, z nichž má kolem 500 000 potíže se zrakem a kolem 270 000 již o zrak zcela přišlo.

## Morfologie

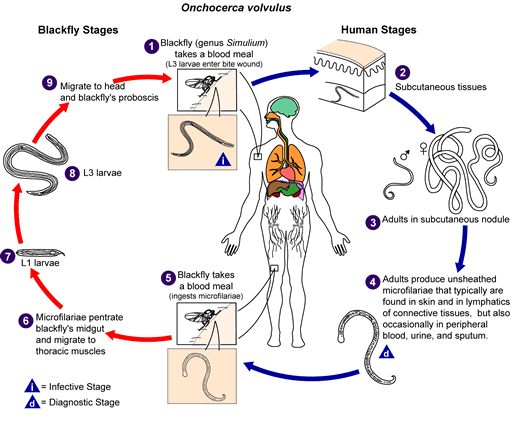

Vlasovci jsou dlouzí, štíhlí a hladcí červi. Nacházíme zde výrazný pohlavní dimorfismus. Zatímco samička může měřit až 50 cm, sameček dorůstá do velikosti pouhých pěti centimetrů. Z oplodněných vajíček se do dvanácti týdnů vyvinou mikrofilárie. Samička pak uvolňuje do podkoží až tisíce těchto mikrofilárií za den po dobu přibližně devíti let, které mají životnost až dva roky a měří v průměru kolem 300 mikrometrů. Nacházejí se nejčastěji v kůži a lymfatickém systému pojivových tkání, ale mohou se objevit například i v moči.

## Životní cyklus
Secernentea obecně mají čtyři vývojové cykly, neboli čtyři stádia larev (L1-L4). L1, které se vyskytují u hostitele, se u čeledi Onchocercidae nazývají mikrofilárie a bývají buď roznášeny krví a nebo se vyskytují v kůži a pak jsou nasáta krevsajícími vektory, ve kterých se dále vyvíjí. Infekčním stadiem je stadium L3. Pátým stadiem je pak dospělý jedinec.
Onchocerca volvulus se přenáší z jednoho hostitele na druhého, když muchnička rodu Simulium, která je vektorem, saje krev na hostiteli = člověku, případně na některých primátech. Pokud se v kůži hostitele nacházejí již zmíněné mikrofilárie (L1), jsou muchničkou pozřeny spolu s krví. V muchničce pak Onchocerca migruje a vyvíjí se až do larválního stádia L3, které končí v oblasti hlavy. Larvy v tomto stádiu se konkrétně nacházejí na bázi proboscis a skrz něj pak při dalším sání krve pronikají opět do hostitele, kde uzrávají, dokončují životní cyklus a množí se.

## Onchocerkóza
Infekce člověka hlísticí O. volvulus se nazývá onchocerkóza anebo říční slepota. Larvy se z krve dostávají do kůže hostitele (člověka) a tvoří tzv. onchocerkomy, což jsou uzlíky z vazivové tkáně tvořené převážně kolagenem a v těchto podkožních "boulích" dospívají. Většinou trvá poměrně dlouho, než se onemocnění vůbec projeví, larvy mohou dospívat i více než rok. Dospělí jedinci se po dozrání dále rozmnožují. Dospělec může žít v hostiteli 10-15 let a samičky neustále produkují další a další mikrofilárie.
Onchocerca způsobuje vážné kožní onemocnění spojené s vyrážkami, silným svěděním a následnými sekundárními bakteriálními infekcemi. V důsledku zánětlivých reakcí může dojít i k atrofizaci kůže a její depigmentaci.
Vzhledem k tomu, že tito červi putují po těle hostitele, velmi často se dostávají také do oka, kde dochází k vážnému poškození sítnice a rohovky a bez léčby později i ke ztrátě zraku. Jak napovídá název "říční slepota", onemocnění se vyskytuje především u tekoucích vod, protože právě tam se vyvíjejí larvy muchniček, které jsou velmi náročné na obsah kyslíku. Proto nejčastějšími oběťmi tohoto onemocnění bývají chudí lidé, kteří se živí zemědělstvím a pracují venku v blízkosti vody.

## Léčba
I přes závažnost onemocnění existuje vhodná a účinná léčba. Postiženým se podává ivermectin, který působí pouze proti mikrofiláriím anebo snižuje plodnost dospělých jedinců - tím pádem vlasovec nemůže ukončit životní cyklus. Účinek léku má trvání jen kolem jednoho roku a vzhledem k tomu, že vlasovci dokáží přežít v lidském těle mnohem déle, musí se léčba každý rok pravidelně opakovat.